# (I Can't) Forget About You
«(I Can't) Forget About You» es el segundo sencillo del primer álbum de estudio de la banda de pop rock R5, Louder. La canción fue lanzada como sencillo el 25 de diciembre de 2013.

## Recepción
Hasta el momento, "(I Can't) Forget About You" ha recibido críticas generalmente positivas de los fanes y críticos por igual. Cuando Popstar Online publicó el vídeo en su sitio web que dijeron acerca de él, "Es perfecto! La banda suena impresionante y el video es cool y divertido, al igual que ellos!" Fanlala dijo del video musical, "R5 ha concedido a sus fanes lo que podría ser uno de los más grandes vídeos musicales, al igual que... JAMÁS!" También señalaron acerca de la elección de la banda para que el vídeo fuera en Tokio, "Con solo mirar el paisaje y el diseño de la ciudad... no hay duda de por qué R5 eligió para establecer el video de "(I Can't) Forget About You" en Japón." DisneyDreaming.com comentó del nuevo lanzamiento, "es súper divertido, y definitivamente vas a querer verlo de principio a fin!"

## Vídeo musical
El vídeo musical oficial fue lanzado en el sitio web de R5 el 15 de enero de 2014; que cuenta con los miembros de R5 despertando en varios lugares en Tokio — Rocky en una alfombra enrollada en las calles, Riker en una habitación de un hotel lleno de chicas, Rydel en un cajón de verduras, Ratliff en la parte posterior de un taxi, y Ross en un banco junto a un hombre — y que tienen que usar las pistas dadas a ellos por la gente que han encontrado para volver a reconectar el uno al otro; Mientras tanto, con la interpretación de la banda "(I Can't) Forget About You," una canción en la que no puede recordar nada acerca de ellos mismos o de lo que había ocurrido el día anterior, pero que solo puede recordar unos a otros.
El video de "(I Can't) Forget About You" se rodó durante las vacaciones de Acción de Gracias 2013 en Tokio y fue dirigido por Thom Glunt. Hay una segunda versión del video visto exclusivamente en Disney Channel (lanzado el mismo día que la versión oficial), donde la banda solo toca la canción, y sin las escenas en Tokio.

## Posicionamiento
| Listas(2013)                          | Máxima posición |
| ------------------------------------- | --------------- |
| EE. UU. Pop Digital Songs (Billboard) | 47              |

## Historial del lanzamiento
| País           | Fecha                   | Formato(s)       | Discográfica      |
| -------------- | ----------------------- | ---------------- | ----------------- |
| Estados Unidos | 25 de diciembre de 2013 | Mainstream radio | Hollywood Records |